# 拉巴·萨阿丹
拉巴·萨阿丹（阿拉伯语：رابح سعدان，1946年5月3日—）是一名前阿尔及利亚足球运动员，司職後衛，退役後擔任教練，目前是阿尔及利亚国家足球队的主教练。

## 生平

### 球員
萨阿丹曾经效力巴特纳、君士坦丁、JS比阿尔、USM布利达及雷恩。他的职业生涯在27岁时因为一场车祸而终止。

### 教練
退役后，他曾经执教卡萨布兰卡拉贾竞技、沙希尔星队、也门国家足球队和ES塞蒂夫。
自1981年到2004年，他已经四次执教阿尔及利亚国家足球队。自2007年开始，他第五次执教阿尔及利亚国家足球队，这是在他的执教生涯中领导过最成功的一支球队。他也曾经执教阿尔及利亚首支参加主要锦标赛的球队参加1979年世界青年足球锦标赛。他也是1982年世界杯足球赛的幕后工作人员和1986年世界杯足球赛的阿尔及利亚主教练。